# Dichilanthe
Dichilanthe es un género con dos especies de plantas con flores perteneciente a la familia de las rubiáceas. 

## Especies
- Dichilanthe borneensis Baill. (1880).
- Dichilanthe zeylanica Thwaites (1856).